# Dora van Gelder Kunz
Pour les articles homonymes, voir van Gelder et Kunz.
Dora Kunz née Theodora Sophia van Gelder (28 avril 1904 - 25 août 1999) était une écrivaine néerlandaise-américaine, clairvoyante, guérisseuse alternatif, occultiste et présidente de la Société Théosophique en Amérique. Dora Kunz a publié dans le monde entier en néerlandais, anglais, français, allemand, polonais, portugais et espagnol.

## Biographie
Dora van Gelder est née dans une plantation de canne à sucre nommée Krebet près de la ville de Djombang, à l'est de Java, dans les Indes néerlandaises . Son père, Karel van Gelder, était un chimiste qui dirigeait la plantation de canne à sucre, et sa mère, née Melanie van Motman, était également issue d'une famille néerlandaise très aisée. Ses deux parents étaient membres de la Société Théosophique depuis 1900 et dès l'âge de 5 ans, la méditation est devenue une routine quotidienne. Dora a affirmé que depuis qu'elle était enfant, elle avait interagi avec des êtres éthérés et sa mère croyait fermement en sa clairvoyance . À onze ans, elle a déménagé à Mosman, une banlieue de Sydney (Australie), pour étudier avec quelqu'un connaissant ses capacités, le pasteur et psychique CW Leadbeater, alors anglican, qui lui a appris comment augmenter ses compétences psychiques,.

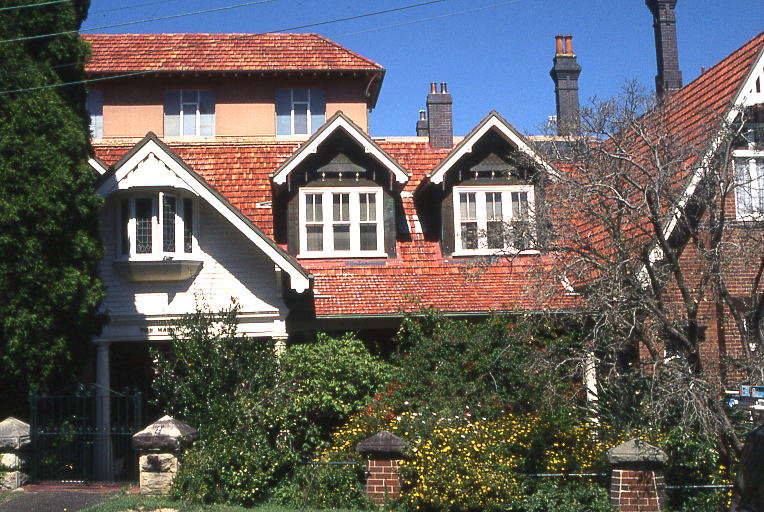
The Manor, un centre de formation loué par la Société Théosophique à Mosman, Sydney où Dora Kunz est restée un moment.

Grâce à Leadbeater, elle a rencontré Fritz Kunz, qui accompagnait Leadbeater dans ses voyages. Fritz a été pendant un certain temps directeur du Collège Ananda à Colombo. En 1927, à l'âge de vingt-deux ans, Dora s'installe avec Kunz aux États-Unis où ils se marient à Chicago le 16 mai. Elle était toujours citoyenne néerlandaise, mais peu de temps après le mariage, elle est devenue une américaine naturalisée. Son mari est devenu directeur d'une fondation scolaire et elle est devenue présidente d'une société liée aux fournitures pédagogiques. Peu de temps après son arrivée aux États-Unis, le couple a fondé le premier camp théosophique à Orcas Island, dans l'État de Washington.

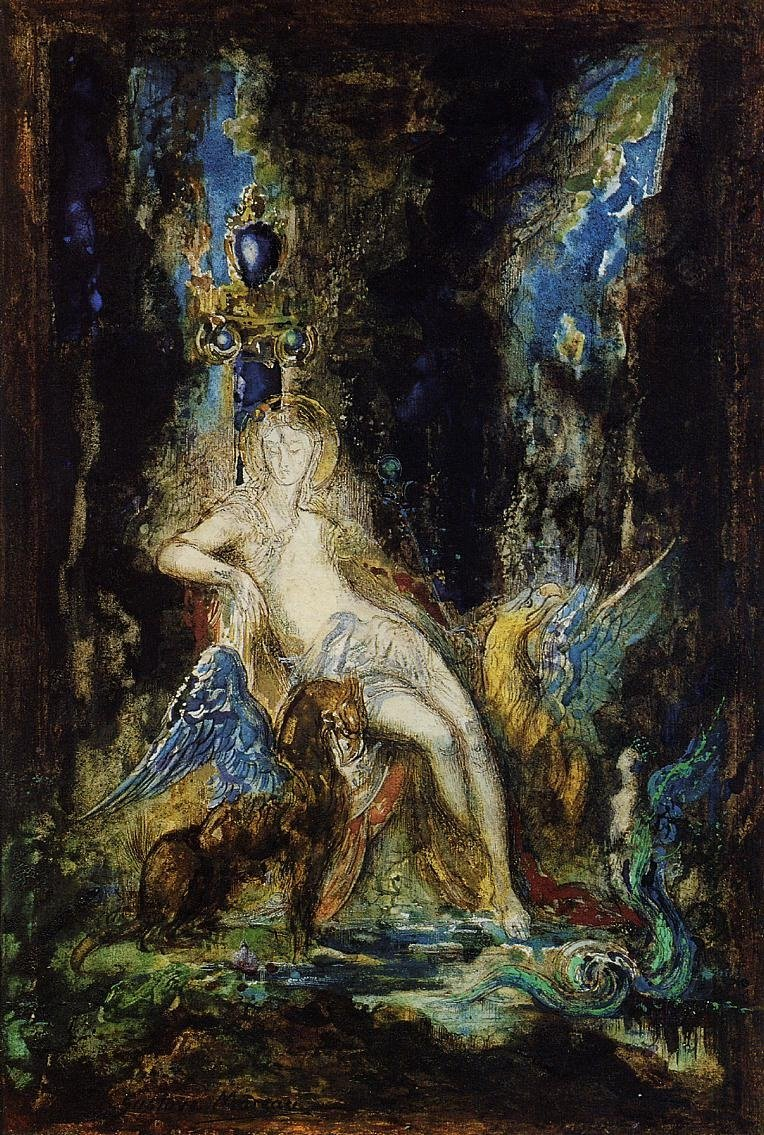
Selon Dora van Gelder, il existe des êtres puissants appelés Devas qui transmettent et dirigent l'énergie vers la nature. "Fée et Griffon" de Gustave Moreau, XIXe siècle.

Pendant de nombreuses années, Dora a traité des patients avec de nouvelles méthodes de guérison, en particulier le toucher thérapeutique, qu'elle a co-développé en 1972 avec Dolores Krieger, une professeure d'infirmières à l'Université de New York, Le toucher Thérapeutique favorise la guérison, la relaxation et réduit la douleur,. Le toucher thérapeutique, a déclaré Kunz, a son origine dans les anciens textes yogiques écrits en sanskrit, qui le décrivent comme une méthode de guérison pranique . La technique est enseignée dans environ quatre-vingts collèges et universités aux États-Unis et dans plus de soixante-dix pays.
Kunz a orienté sa clairvoyance vers l'aide aux médecins dans les cas médicaux compliqués, en aidant en particulier les diagnostics grâce à sa capacité à voir les effets des maladies dans l' aura des patients. Plus précisément, elle a rapporté l'existence de centres d'énergie dans le corps humain, également connus sous le nom de chakras, changeant leurs couleurs en fonction des maladies qui affectent les glandes endocrines correspondantes. Ses adeptes pensaient qu'elle était capable de prédire une maladie jusqu'à dix-huit mois avant que les symptômes ne se manifestent.
En 1975, Dora Kunz est devenue présidente de la Société théosophique d'Amérique . En 1977, elle a publié un livre sur ses expériences de fées dans sa jeunesse, " Le monde réel des fées ", dans lequel elle a déclaré que tout au long de sa vie, elle a toujours gardé le contact avec les esprits de la nature, . Selon elle, en 1979, elle a vu des fées dans Central Park à New York, mais en raison de la pollution croissante, cela devenait plus difficile. Kunz affirme que les dévas sont intimement liés à une énergie vitale, transmettant une force pour préserver et guérir la Terre. Elle a dit que plus de gens s'impliquent dans les causes environnementales, meilleures sont les chances de communication entre les humains et les dévas. En 1987, après avoir terminé douze ans en tant que présidente de la Société théosophique d'Amérique, elle a pris sa retraite et s'est consacrée à l'enseignement et à l'écriture.

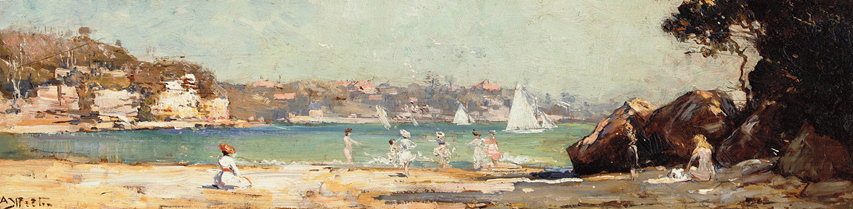
Dans les années 1920, marchant sur les rives de Mosman, Dora Kunz dit qu'elle a rencontré un esprit de nature amical inquiet des entités perverses qui avaient envahi la région, et elle a réussi à les expulser. "Mosman's Bay" par Arthur Streeton, 1914.

## Travaux
- Noël des anges, 1962.
- Le monde réel des fées, 1977.
- Domaines et leurs implications cliniques; co-auteur Erik Peper, 1985.
- Aspects spirituels des arts de la guérison, 1985.
- Devic Counsciouness, 1989.
- Les chakras et les champs d'énergie humaine; co-auteur Shafica Karagulla, 1989.
- L'aura personnelle, 1991.
- Guérison spirituelle, 1995.
- Aura en persoonlijkheid: aura's zien en begrijpen ( Aura et personnalité: voir les auras et comprendre ); co-auteur George Hulskramer, 1998.

### Entretiens et conférences
- Réminiscences d'Annie Besant et CW Leadbeater; avec Fritz Kunz, 1967.
- Guérison et structure dynamique de l'homme, 1974.
- Les maîtres et l'avenir de la société théosophique, 1978.
- Le pouvoir alchimique de la guérison de la conscience; avec Janet Macrae, 1979.
- Le chemin et la vie spirituelle; avec Renee Weber, 1980.
- Application de la théosophie; avec William J. Ross, 1981.
- Utilisation de l'énergie de guérison dans le toucher thérapeutique, 1981.
- Karma et relations humaines, 1981.
- Maîtres de la sagesse, 1982.
- Structure intérieure de l'homme et ses effets sur la vie, 1983.
- Entretien avec le père Bede Griffiths, 1983.
- Dépression du point de vue énergétique; avec Erik Peper, 1984.
- Les maîtres et l'avenir, 1984.
- L'expérience de l'homme à différents niveaux de conscience, 1985.
- Perspectives théosophiques sur le traitement de la douleur; avec Erik Peper, 1985.
- Les objectifs de la société théosophique; avec Radha Burnier, 1986.
- Le rôle du karma dans la vie, 1986.
- Lâcher prise: perspectives sur la mort et la mort; avec Erik Peper, 1987.
- Chakras et champs d'énergie humaine, 1989.
- Vue plus profonde de la guérison et de ses nombreux aspects; avec Dolores Krieger, 1989.
- Utilisation consciente de l'esprit guérisseur; avec Dolores Krieger, 1990.
- Guérison et changements dans les schémas émotionnels invisibles, 1991.
- Entretien avec Dora Kunz, 1992.
- Aura personnelle et sa relation avec la vie quotidienne, 1992.
- Karma: Commémoration de la Journée du Lotus Blanc, 1994.
- Aspects spirituels de la guérison et du toucher thérapeutique, 1994.
- La méditation comme partie de la vie, 1996[5].